# Sabaria pyrotoca
Sabaria pyrotoca är en fjärilsart som beskrevs av Edward Meyrick 1897. Sabaria pyrotoca ingår i släktet Sabaria och familjen mätare. Inga underarter finns listade.